# Miyake Jirō
Miyake Jirō (jap. 三宅 二郎; * 1901; † 30. November 1984) war ein japanischer Fußballspieler.

## Nationalmannschaft
1925 debütierte Miyake für die japanische Fußballnationalmannschaft. Miyake bestritt zwei Länderspiele. Mit der japanischen Nationalmannschaft qualifizierte er sich für die Far Eastern Championship Games 1925.